# تپه روباه (تولکه تپه)
تپه روباه (تولکه تپه) مربوط به عصر مس و سنگ میانی است و در شهرستان اسدآباد، روستای حسام آباد واقع شده و این اثر در تاریخ ۱۰ بهمن ۱۳۸۳ با شمارهٔ ثبت ۱۱۳۷۵ به‌عنوان یکی از آثار ملی ایران به ثبت رسیده است.